# Константинос Вардалахос
Константинос Вардалахос (на гръцки: Κωνσταντίνος Βαρδαλάχος) е гръцки педагог, представител на т.нар. новогръцко просвещение.
Родителите на Вардалахос го отвеждат като малък със себе си в Египет, а скоро след това умират. Той завършва гръцкото училище в Кайро като стипендиант. Бедността не му дава възможност да продължи образованието си. Учителства в Енос, докато богат грък не го изпраща да следва на негови разноски в Падуа. Там е състудент на Йоанис Каподистриас.
След като завършва физико-математически науки и медицина, Вардалахос се установява в Букурещ (1800). По това време ръководената от Ламброс Фотиадис тамошна Академия „Свети Сава“ е голямо средище на гръкоезичната образованост. След смъртта на Фотиадис (1805) Вардалахос с княжески указ е назначен за директор на академията „по искане и молба на студентите и съгласно знанието Ни, че сте достоен да бъдете натоварен с тази отговорност“. През 1810 година преустроената академия получава името „лицей“ (λύκειον). Вардалахос води занятия по аритметика, алгебра, геометрия, риторика (красноречие), география и експериментална физика. За преподаване на последния предмет той издава учебник, основан на най-новите открития на западноевропейската наука. Сред неговите ученици са българите Атанас Богориди и Никола Пиколо.
По покана на жителите на Хиос (откъдето е родом баща му) Вардалахос заема длъжност в новооткритата там школа (1815-1818). Поради недоразумения с директора ѝ се прехвърля в гръцкото търговско училище в Одеса (1818-1820). През 1820 година е отново в букурещкия лицей „Свети Сава“ и въвежда в него познатата му от Русия взаимоучителна метода. Гръцкото въстание (1821) прекъсва занятията и го заставя да се оттегли в Брашов (1821-1825). Там подготвя издадения по-късно начален учебник „Уроци за децата“, който изглежда е оказал влияние върху Бероновия „Рибен буквар“.
От 1825 до 1830 година ученият пак е преподавател в Одеса. Желание да посети освободена Гърция го кара да отплува при своя стар другар Каподистриас. На път от Сирос за Егина корабът претърпява крушение и Вардалахос загива.